# Paradromulia maculata
Paradromulia maculata là một loài bướm đêm trong họ Geometridae.